# Pentadesma
Genre
Classification APG III (2009)
Pentadesma est un genre de plantes à fleurs de la famille des Clusiaceae. Il comprend 10 espèces. C'est le genre notamment de Pentadesma butyracea qu'on utilise pour faire le beurre de Kpangnan.

## Liste d'espèces
Selon Tropicos (28 sept. 2019) :
- Pentadesma butyracea Sabine
- Pentadesma exelliana Staner
- Pentadesma grandifolia Baker f.
- Pentadesma kerstingii Engl. ex Volkens
- Pentadesma lebrunii Staner
- Pentadesma leucantha A. Chev.
- Pentadesma nigritana Baker f.
- Pentadesma ogoouensis Baudon
- Pentadesma parviflora Exell
- Pentadesma reyndersii Spirlet

Selon ITIS (28 sept. 2019) et NCBI (28 sept. 2019) :
- Pentadesma butyracea Sabine